# 彰化西勢仔聖安宮
彰化西勢仔開臺西秦王爺聖安宮，俗稱王爺宮，主祀西秦老王爺，為台灣王爺信仰的知名廟宇之一，為西秦王爺開基祖廟之一。

## 沿革
創建於清道光十三年(癸己西曆一八三三年).原名王爺宮民國五十七年間易名稱聖安宮。原為土角造平房.建坪僅約十五坪許,因日治時期遭美軍空襲轟炸。遂修建磚造,因莊內人口日增,廟己不足容納。嗣由莊內熱心人士籌劃重建,於民國六十七年九月十二日破土興建。經四年漫長歲月。於民國七十一年十二月十五日竣工落成。

## 祀奉

### 主祀
西秦王爺

### 配祀
天上聖母
玄天上帝
太子元帥
閔府王爺
池府王爺
福德正神
太歲星君
虎爺
關聖帝君
濟公活佛
文昌帝君
五營將軍

## 陣頭

### 梨芳園
北管館閣，創立於清道光十三年西元1833年，創館以來歷經多次天災(八七水災.火災)人禍(美軍空襲).因屢遭天災人禍之摧殘.故早期北管文物所剩無幾.僅存創館匾額及早期迎請來台奉祀之西秦王爺木雕神像較具文物價值.廟宇現今仍屬彰化市公所寺廟室所管理，現以取代集樂軒為彰化市南瑤宮老二媽會輿轎前曲管；其所奉祀之西秦王爺木雕神像係早期自大陸迎請來台灣的三尊神像之一，據考已將近三百年歷史。
於民國 九十三 年 (西元2004年) , 由彰化市南瑤宮老二媽會總理聘請 , 成為老二媽鑾轎前之輿前曲館

### 太子團
成立於民國90年年初,與大甲鎮瀾宮太子團聯誼,俗稱兄弟團,正名為彰化聖安宮太子團聯誼會
由三太子、濟公活佛所組成之團體

### 太子神童團
由大太子.二太子.三太子.土地公.神童

## 外部連結
彰化西勢仔聖安宮太子團 （页面存档备份，存于）
彰化市西勢仔聖安宮 （页面存档备份，存于）
梨芳園